# Royal Red Cross

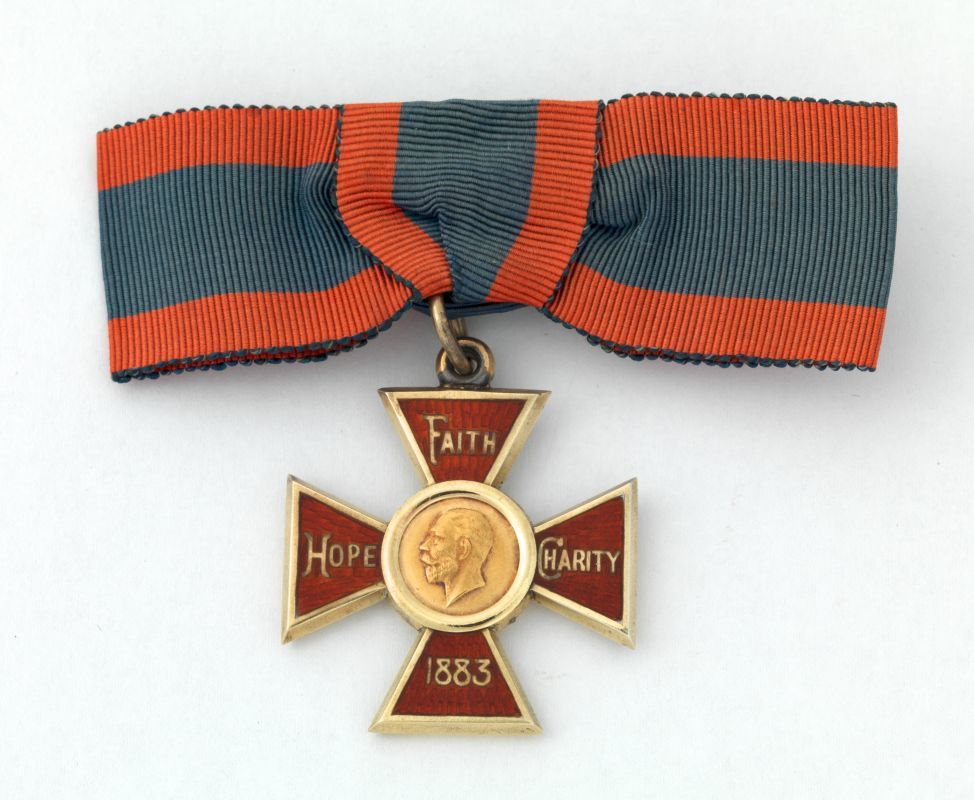
Abzeichen eines Member des Royal Red Cross

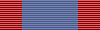
Bandschnalle des Royal Red Cross

Das Royal Red Cross ist ein militärisches Ehrenzeichen des Vereinigten Königreichs und des Commonwealths.
Das Ehrenzeichen wurde am 23. April 1883 von Königin Victoria gestiftet, um herausragende Dienste in der militärischen Krankenpflege zu würdigen. Das Ehrenzeichen hatte zunächst nur eine Klasse, die des Member. Während des Ersten Weltkriegs fügte König Georg V. am 16. November 1915 die niedrigere zweite Klasse des Associate hinzu. Der Träger erhält die post nominals RRC bzw. ARRC.
Das Ehrenzeichen wird an eine ausgebildete Pflegefachkraft eines staatlich anerkannten Pflegedienstes verliehen, die über einen ununterbrochenen und langen Zeitraum hinweg außergewöhnliche Hingabe und Kompetenz in der Wahrnehmung pflegerischer Aufgaben bewiesen oder eine außergewöhnliche Leistung der Tapferkeit und Hingabe an ihrem Dienstposten erbracht hat. Sie wird den Angehörigen des Pflegedienstes unabhängig vom Dienstgrad verliehen. Inhaber der zweiten Klasse, die eine weitere Auszeichnung erhalten, werden in die erste Klasse befördert, wobei eine Erstverleihung auch in der ersten Klasse erfolgen kann. Inhabern der ersten Klasse, die eine weitere Auszeichnung erhalten, wird eine Wiederholungsspange (Bar) verliehen.
Die Auszeichnung war zunächst ausschließlich Frauen vorbehalten; seit 1976 kann sie auch an Männer und seit 1979 auch posthum verliehen werden.
Erstmals wurde das Ehrenzeichen im Juli 1883 an Florence Nightingale, die Begründerin der modernen Krankenpflege, verliehen.